# Record (Automarke)
Record war eine deutsche Automarke.

## Unternehmensgeschichte
Das Unternehmen Internationale Automobil-Centrale Dr. Mengers & Bellmann aus Berlin übernahm 1904 die Internationale Automobilzentrale Jeannin & Co. Im Frühjahr 1905 begann die Produktion von Automobilen. Der Markenname lautete Record. Eine Quelle nennt fälschlicherweise den Markennamen Rekord. Das Unternehmen nahm 1905 und 1906 an den Herkomer-Konkurrenzen sowie 1906 an der Berliner Automobilausstellung teil. 1907 oder 1908 endete die Produktion.

## Fahrzeuge
Das Unternehmen bezog Fahrgestelle von der Société Gladiator. Die Einbaumotoren kamen von Argus und Aster. Zur Wahl standen Ein-, Zwei-, Vier- und Sechszylindermotoren. Die Motorleistung betrug zwischen 8 und 80 PS.